# Tim Wiese
Tim Wiese (født 17. december 1981 i Bergisch Gladbach, Vesttyskland) er en tysk tidligere fodboldspiller, der spillede som målmand. Han repræsenterede blandt andet Fortuna Köln, Kaiserslautern, Werder Bremen samt Hoffenheim.
Med Werder Bremen vandt Wiese i 2009 den tyske pokalturnering.

## Landshold
Wiese blev noteret for seks kampe for Tysklands landshold, som han debuterede for den 19. november 2008 i en kamp mod England. Han deltog ved VM i 2010 i Sydafrika. Han nåede desuden 13 kampe for det tyske U-21 landshold.

## Titler
DFB-Pokal
- 2009 med Werder Bremen